# Прапор Риги
Прапор Риги — прямокутне полотнище із двома горизонтальними смугами однакової ширини — верхня смуга блакитного кольору, нижня — білого. У середині прапора на обох сторонах зображений кольоровий великий герб Риги, висотою 2/5 від ширини прапора. Співвідношення ширини й довжини полотнища прапора 1:2. Розміри прапора 1×2 м й 1,5×3 м; висота герба відповідно 40 см й 60 см. На флаґштоку прапора міста зображені 2 перехрещених ключі.

## Історія
Відомо, що з 1225—1226 р. до 1330—1340 р. на міській печатці зображена міська стіна з відкритими воротами й двома вежами, між якими посередині розташований хрест, а по обох боках від нього ключі. У гербах середньовічних міст стіна з воротами була розповсюдженим геральдичним елементом, що символізує самостійність, значимість і міць міста. Ключі, які звичайно трактуються як ключі чистилища й раю, означають заступництво Святого Петра, а хрест символізує єпископську владу в місті. В 1347 для ризької ратуші був виготовлений новий штамп печатки, у якому видні зміни, що відбулися на гербі. У ньому збереглися попередні елементи герба — міська стіна з піднятими воротами й ключі, але змінилося їхнє розміщення. Хрестовий жезл поміняли на хрест ордена, що символізувало верховну владу ордена в Ризі. Додався новий елемент — лев у прорізі піднятих воріт міської стіни, що говорить про хоробрість містян й зростаючу самостійність рижан.
Приблизно в 1554 році герб Риги доповнюється новим геральдичним елементом — левами, що тримають щит герба.
У 1656 році, на знак вдячності за героїчну оборону міста під час облоги військами Московського Царства, місто одержало право зобразити на гербі корону короля Швеції.
Після Північної війни, коли Рига переходить у підпорядкування Російської імперії, цариця Катерина II у 1788 році затвердила герб міста Риги. Леви, що тримають щит, були замінені символом російської імперії — половинами двоглавого орла, а корона шведського короля замінена короною російського імператора.
31 жовтня 1925 року указом Президента країни Рига отримала герб, що описаний так: «На срібному полі червона цегляна стіна із двома вежами й воротами, під піднятими ґратами яких золота голова лева; у верхній частині щита між вежами під золотою короною золотий хрест і два чорних перехрещених ключі. Щит тримають два леви із червоними язиками й поглядом, зверненим назад. Леви знаходяться на сірому цоколі й опираються на акамф».
За роки радянської влади міській символіці довгий час не надавався значення, тільки 15 лютого 1967 року був затверджений міський герб Риги (однак, при його створенні не були враховані закони геральдики). У гербі з'явилася червона зірка  — символ радянської влади, у прорізі воріт було розміщено рік заснування Риги — «1201», а щит опирався на прапор кольорів Латвійської РСР.
В історичних джерелах прапор Риги вперше згадується у 1232 році, однак ні його кольори, ні форма прапора того часу є невідомі. Після приєднання Риги до Ганзейського союзу (1282) було визначено, що на прапорі ризьких корабелів повинен бути присутнім білий хрест. Форма й кольори прапора не вказувалися. На початку XIV століття для корабелів Риги був установлений чорний прапор з білим хрестом, можливо, прямокутної форми з кільцеподібним вирізом.
Після 1582 року прапор ризьких торговельних кораблів був білим із червоним гербом міста. У середині XVII століття Ризі був наданий новий прапор для торговельних суден — синій з жовтим хрестом, у середині хреста на жовтому тлі два перехрещених ключі. Цей прапор використався аж до 1860 року, попри те, що в міському уставі Риги в 1673 році був затверджений новий корабельний прапор — синій навпіл з білим прямокутної форми.
В 1917 році для Риги був затверджений новий прапор — рівної ширини синя, червона й біла смуги. В 1920—1930 роки був відновлений синьо-білий прапор Риги, в 1937 році доповнений гербом Риги, розташованим у центрі полотнища. Такий прапор проіснував до 1940 року.
У роки Латвійської РСР затверджений для Риги прапор був червоним прямокутником, з одного боку якого був зображений портрет Леніна з лавровою гілкою й напис «Пролетарии всех стран, объединяйтесь!» (укр. «Пролетарі всіх країн, єднайтеся!»), а на іншому боці — герб ЛССР і напис «Місто Рига»(рос. «Город Рига», латис. «Rīgas pilsēta») російською й латиською мовами. Прапор доповнювала жовта бахрома й стрічка ордена Леніна.